# Зембовиці (Нижньосілезьке воєводство)
Зембовиці (пол. Zębowice) — село в Польщі, у гміні Пашовиці Яворського повіту Нижньосілезького воєводства.
Населення — 457 осіб (2011).
У 1975-1998 роках село належало до Легницького воєводства.

## Демографія
Демографічна структура станом на 31 березня 2011 року:
|          | Загалом | Допрацездатний вік | Працездатний вік | Постпрацездатний вік |
| -------- | ------- | ------------------ | ---------------- | -------------------- |
| Чоловіки | 236     | 41                 | 163              | 32                   |
| Жінки    | 221     | 40                 | 126              | 55                   |
| Разом    | 457     | 81                 | 289              | 87                   |